# H2N2O2
化学式H2N2O2可能是：
- 连二次硝酸，CAS号：19467-31-3
- 硝基胺，CAS号：7782-94-7
- 二亚胺-1,2-二氧化物，CAS号：69078-52-0
- 1,3,2,4-二氧杂二氮杂环丁烷，CAS号：287-58-1

|  | 这个同类索引页列出了具有相同分子式的化学物（即同分異構體）条目。 除非您是有意链接至本页，否则应将相应条目的内部链接指向正确的条目。 |